# Башкирский областной комитет КПСС
Башкирский областной (республиканский) комитет КПСС (баш. КПСС-тың Башҡортостан өлкә комитеты) — республиканский партийный орган, функционировавший на территории Башкортостана в 1919—1991 гг.

## История
В конце 90-х гг. XIX века в Уфе возникли первые социал-демократические объединения. В 1898 году образована социал-демократическая группа, основой которой являлись политические ссыльные (О. В. Варенцова, В. Н. Крохмаль, А. И. Свидерский, А. Д. Цюрупа и другие. В 1900 году в Уфимских паровозоремонтных мастерских возник марксистско-рабочий кружок во главе с И. С. Якушевым.
В 1901 году социал-демократическая группа и её кружки были объединены в Уфимский рабочий комитет, а в январе 1903 года был создан Уфимский комитет РСДРП.
2 марта 1917 года в Уфе на собрании социал-демократов был избран временный Уфимский комитет объединенной (большевики и меньшевики) организации РСДРП. С 14 марта комитет начинает выпускать газету «Вперёд», а с 4 августа — «Алга».
При Уфимском комитете с мая 1917 года начала работать башкиро-татарская группа во главе
с Б. Я. Нуримановым. Членами группы являлись Ф. А. Ахмадуллин и др.
8 ноября 1917 года в Уфимской губернии была установлена Советская власть и образован Уфимский губернский революционный комитет во главе со А. И. Свидерским. В ноябре 1919 года был создан Башкирский областной комитет РКП(б).
В 1922 году, после выхода Постановления Оргбюро ЦК РКП(б), было принято решение об объединении Башкирского обкома и Уфимского губкома РКП(б) в единый областной комитет партии Автономной Башкирской Советской Республики (Башобком РКП (б)). В декабре 1925 года Башкирский областной комитет РКП(б) переименован в Башкирский областной комитет ВКП(б).
К 1929 году в 632 первичных организациях насчитывалось 15 107 членов. В результате репрессий численность членов Башобкома сократилась с 40 тысяч в 1933 году до 20 тысяч человек в 1938 году. Только в октябре 1937 года был исключен из партии 41% членов Башкирского обкома ВКП(б).
На 1 января 1948 года численность членов Башобкома ВКП (б) насчитывала 78 886 человек. К 1987 года Башкирский областной комитет КПСС состоял из 227,7 тыс. чел. и являлась одной из крупнейших в РСФСР. В 1952 году Башкирский областной комитет ВКП(б) преобразован в Башкирский краевой комитет ВКП(б), а затем переименован в Башкирский краевой комитет КПСС. 24 апреля 1953 года преобразован в Башкирский областной комитет КПСС.
27 октября 1990 года Башкирский областной комитет КПСС преобразован в Башкирский республиканский комитет КП РСФСР (в составе КПСС). 23 августа 1991 года деятельность КП РСФСР приостановлена, а 6 ноября того же года запрещена.

## Обучение
Постановлением бюро Башкирского обкома ВКП(б) от 14 мая 1941 г. в Уфе были открыты областные партийные курсы для переподготовки секретарей партийных комитетов и парторгов.  В октябре 1944 г. курсы преобразованы в Областную годичную партийную школу
при Башкирском обкоме ВКП(б).  Постановлением ЦК ВКП(б) от 2 августа 1946 г. Областная одногодичная
партийная школа реорганизована в двухгодичную партийную школу, в 1953 г. − в трехгодичную партийную школу при Башкирском обкоме КПСС.  В июле 1956 г. Областная трехгодичная партийная школа при Башкирском обкоме КПСС преобразована в четырехгодичную партийную школу при Башкирском обкоме КПСС.
В соответствии с постановлением ЦК КПСС от 8 января 1958 г. четырехгодичная партийная школа стала именоваться Уфимской высшей партийной школой. ВПШ располагалась в здании бывшего Уфимского Учительского института. Обучение велось на очном и заочном отделениях по направлениям: экономика сельскохозяйственных предприятий,  экономика, организация и планирование промышленных предприятий. ВПШ окончило 260 человек.  Постановлением ЦК КПСС от 10 мая 1960 года Уфимская высшая партийная школа упразднена.
Отделение ЗВПШ при Уфимской ВПШ реорганизовано в учебно-консультационный пункт ЗВПШ при Башкирском обкоме КПСС. Задачей учебно-консультационного пункта было обучение заочников по Башкирской АССР. Учебно-консультационный пункт ЗВПШ при ЦК КПСС ликвидирован в 1981/82 учебном году.
В 1931 году на основании постановлений ЦК ВКП(б) от 11 марта 1931 г. и Башкирского обкома ВКП(б) от 25 мая 1931 г. был создан Башкирский коммунистический университет.   БКУ занимался подготовкой партийных и советских кадров для районов республики. В вузе было 3 отделения: дневное, вечернее, заочное и курсы переподготовки партийного актива. При вузе функционировала аспирантура для подготовки научных работников. БКУ находился в ведении Наркомпроса БАССР. Структура БКУ: учебная часть с кафедрами, административно-хозяйственная часть, секретариат, ревизионная комиссия, студенческие организации.
Башкирский коммунистический университет реорганизован в январе 1933 г. в Башкирскую высшую коммунистическую сельскохозяйственную школу (БВКСХШ) на основании постановления ЦК ВКП(б) от 21 сентября 1933 г.

## Председатели

### Председатели Уфимского губернского комитета РКП(б) (1917—1922)
- Эльцин Борис Михайлович (1917—1918 и в 1919)
- Бисярин Василий Григорьевич (1919)
- Преображенский Евгений Алексеевич (1920)
- Стуков Иннокентий Николаевич (1920)
- Нимвицкий Борис Николаевич (1920—1921)
- Бисярин Василий Григорьевич (1921—1922)

### Председатели БашОбкома РКП(б) /ВКП(б) /КПСС (1919/1922—1991)
- Юмагулов Харис Юмагулович (май 1919 — январь 1920)
- Каспранский Ахметкамал Ахмадинурович (март — май 1920)
- Викман Пётр Михайлович (июль 1920 — май 1921)
- Биишев Ахмед Альмухаметович (июнь — ноябрь 1921)
- Худайбердин Шагит Ахметович (ноябрь 1921 — февраль 1922)
- Бисярин Василий Григорьевич / Жеханов Андрей Ильич (1922, совместно)
- Нимвицкий Борис Николаевич (сентябрь 1922 — 1923)
- Восканов Рубен Айрапетович (1923—1924)
- Разумов Михаил Осипович (июль 1924 — 1926)
- Юревич Эдуард Иванович (1926—1930)
- Быкин Яков Борисович (февраль 1930 — 6 октября 1937)
- Заликин Александр Тарасович (и. о. 6 октября 1937 — 12 июня 1938; 17 июня 1938 — январь 1939)
- Растёгин Григорий Сергеевич (январь — ноябрь 1939)
- Аношин Иван Семёнович (ноябрь 1939 — январь 1942)
- Задионченко Семён Борисович (январь 1942 — 26 февраля 1943)
- Игнатьев Семён Денисович (26 января 1943 — 20 апреля 1946)
- Вагапов Сабир Ахмедьянович (20 апреля 1946 — 9 декабря 1953)
- Игнатьев Семён Денисович (9 декабря 1953 — 14 июня 1957)
- Нуриев Зия Нуриевич (14 июня 1957 — 15 июля 1969)
- Шакиров Мидхат Закирович (15 июля 1969 — 23 июня 1987)
- Хабибуллин Равмер Хасанович (23 июня 1987 — 10 февраля 1990)
- Горбунов Игорь Алексеевич (1990—1991)[2]